# Laat maar waaien
Laat maar waaien is een bekend nummer van Pater Moeskroen.
Het nummer verscheen in 1995 en kwam toen tot de 42e plaats in de Nationale Top 100, waar het in totaal drie weken in te vinden was. Het werd geschreven door Pieter Drift en Wilbert Van Duinhoven. 
De tekst gaat over iemand die tevergeefs probeert om een meisje op wie hij verliefd is in te palmen, door 's nachts onder haar raam te zingen.
De melodie is gebaseerd op twee verschillende nummers van The Pogues, die waren geschreven door Shane MacGowan: If I Should Fall From Grace With God (het openingsnummer van het gelijknamige album) en (het refrein) Streams of Whiskey (van het album Red Roses for Me). 